# Mazetti

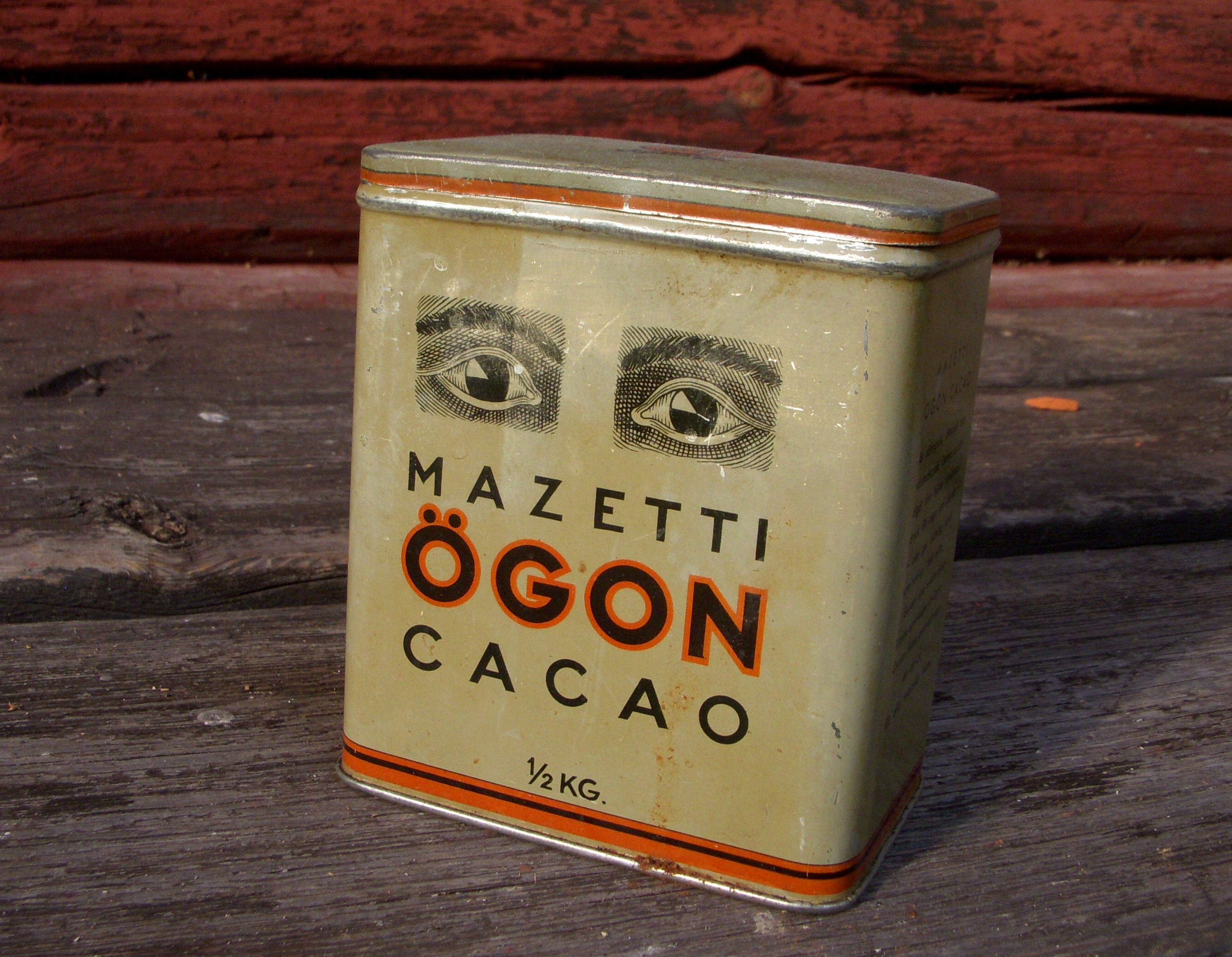
Mazetti ögoncacao, burk från 1930-talet.

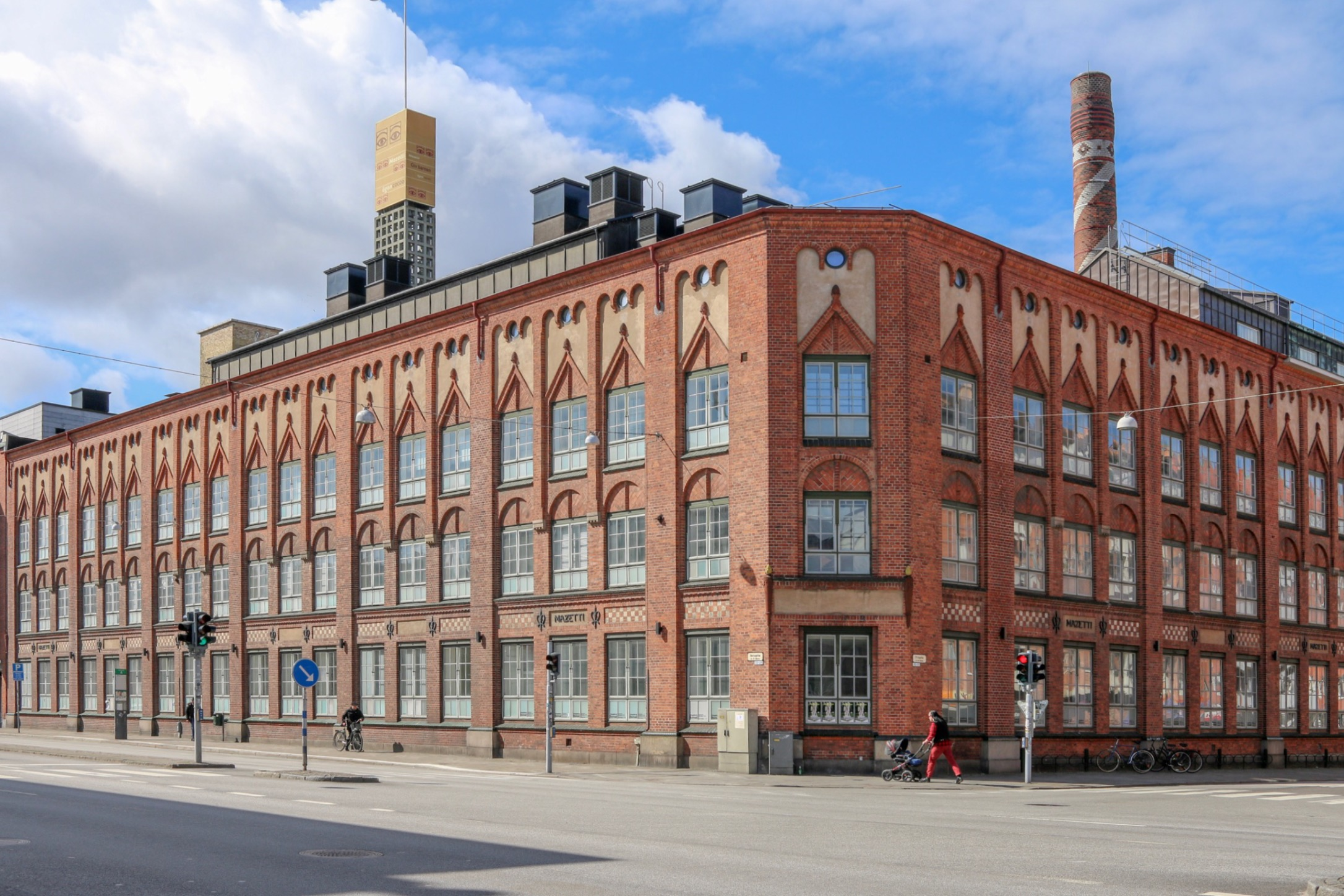
Fabriken, numera Kulturhuset Mazetti. Notera ögonkakao-paketet på taket.

Mazetti AB (Malmö Choklad- och Konfektfabriksaktiebolag) var en svensk tillverkare av bland annat kakao och chokladprodukter i Malmö.

## Historia
Mazetti startades 1888 av Emil Nissen som Malmö Choklad och Konfektfabriks AB. Byggmästaren Christian Lauritz Müller uppförde Mazettifabriken vid Bergsgatan. Firmamärket var från början en dalkulla med en stor chokladbit. På 1890-talet hade man för avsikt att byta namn till ”Victoria”, men namnet godkändes inte av kungliga patentbyrån. I stället valde man namnet Mazetti, inspirerat av det italienska ordet ’mazzo’ – ”det lilla knippet” (avseende produkter). 1904 började man sälja kakao i förseglade påsar, samma år börjar ett par ögon förekomma i reklamen för kakaon, detta för att visa kunderna att det var en utsökt produkt och inte en produkt med låg kvalité, som ofta erbjuds kunderna. ”Se med edra egna ögon att ni får Mazettis ögon”. Produkten blev snart känd som cacaon med ögonen som senare i folkmun blev Ögoncacao och snart blev den ett av företagets mer kända produkter. Bland Mazettis produkter märktes vaniljsocker, Dumle, Bronzol, Trix, Tutti Frutti, Emser, Rigi, Charlotte marsipanbröd och Diné Royal-praliner. Mazetti lanserade en kolaklubba med chokladöverdrag redan 1945, men de införde varumärket Dumle först 1960. Företagets grundare, den från Flensburg invandrade Emil Nissen (1861-1929) och hans familj antog sedermera släktnamnet Mazetti-Nissen.

### Mazettis ögon som designklassiker
1956 bytte man varumärke till de då redan välbekanta ögonen i en ny utformning av formgivaren Olle Eksell. Eksell arbetade direkt med företagets vd Stig Harlegård i utvecklandet av den nya logotypen och hela omgörningen av produkterna. Bland annat gjorde Eksell om förpackningen av chokladasken Avanti inklusive utformningen av chokladen. Eksells arbete hjälpte till att vända den negativa försäljningsutvecklingen för företaget men samarbetet fick ett abrupt slut när Stig Harlegård byttes ut som vd 1958.
År 1975 köptes Mazetti upp av Fazer, men ögonen blev kvar som varumärke för firmans hushållsprodukter. Tillverkningen i Malmö lades ned 1992.

### Mazetti-huset
2004 startade återigen en chokladfabrik på plats i gamla Mazetti-huset i Malmö. Malmö Chokladfabrik producerar egen choklad under varumärket 1888 och detta är Sveriges enda chokladtillverkare från kakaobönor i stor skala. Idag har Malmö Chokladfabrik flyttat sin butik och chokladmuseet finns inte kvar längre i de gamla lokalerna.  Dock finns det fortfarande originalrecept från Mazetti i nyproduktion.
Mazetti AB (Malmö Choklad- och Konfektfabriksaktiebolag) arkiv levererades till Malmö stadsarkiv 1984/1985 och består av 11,7 hyllmeter handlingar och med ett tidsomfång mellan 1888 och 1974. Handlingar från Mazetti AB kan beställas fram på Malmö stadsarkiv.
I den gamla fabriksbyggnaden i Malmö finns idag Kulturhuset Mazetti och ett lägenhetshotell.